# Record of Lodoss War
Record of Lodoss War (jap. ロードス島戦記 Rōdosu-tō Senki, wörtlich: „Kriegsgeschichte der Insel Lodoss“) von Ryō Mizuno von Group SNE ist eine japanische Replay- und Roman-Serie, in der es um den ewig währenden Konflikt zwischen Gut und Böse auf der Insel Lodoss geht. Die Serie ist vor dem Rollenspiel-Hintergrund von Dungeons and Dragons entstanden und brachte ihrerseits das Sword World RPG hervor. Sie umfasst neben den Buch-Reihen mehrere Manga-Zyklen, Anime-Serien und Videospiele.

## Inhalt
Der Geschichte zugrunde liegt ein Urkonflikt zwischen Faris, der Göttin des Lichts, und Faralis, der Göttin der Finsternis. Ihr Kampf erschütterte die ganze Welt, und zuletzt standen sich nur noch zwei ihrer Getreuen gegenüber: die Schöpfungsgöttin Marfa und Kardis, die Göttin der Zerstörung, die in ihrem verheerenden Duell den Kontinent Alecrast zerschmetterten, so dass sich ein neues Eiland von ihm löste: die verfluchte Insel Lodoss. Danach fielen beide Göttinnen erschöpft in einen ewigen Schlaf.
Die Handlung der Romane, Manga und Anime setzt einige tausend Jahre später an, als Lodoss von vielen unterschiedlichen Völkern bewohnt wird und der Urkonflikt schon völlig in Vergessenheit geraten ist.

### Die Welt
Die Insel Lodoss, auf der zwei Zyklen der Serie spielen, befindet sich seit ihrer Abspaltung vom Festland südlich des größeren Kontinents Alecrast. Im Folgenden sind die sieben Nationen auf Lodoss beschrieben:
Allania
Allania ist die Heimatnation von Parn, Eto und Slain. Sie befindet sich im Nordwesten von Lodoss nahe dem “Wald ohne Wiederkehr”, den auch Parn und seine Gefährten durchstreifen mussten. Allanias Ritter sind etwas rüde und ungehobelt, wodurch sie das ganze Gegenteil von den Rittern aus Valis sind. Allanias bekannteste Städte sind Tarba, Zaxon, Novis, Myse und die Hauptstadt Allan. Ein geografisches Merkmal sind z. B. die “Weissen Drachenberge” an der nördlichen Landzunge. Während des Heldenkrieges war Allania eine der ersten Nationen, welche erobert wurden. Der damalige König Kadomos VII. wurde von Imperator Beld ermordet. Der nach dem Sieg über Beld an die Macht gekommene König Laster hat sich freiwillig mit dem erstarkten Marmo verbündet, um Allanias Territorium zu erweitern und ebenfalls Herrscher über Lodoss zu werden. Er wird jedoch von König Kashew in die Knie gezwungen.
Flaim
Die Wüstennation Flaim ist der Sitz des Söldnerkönigs Kashew. Es liegt im nördlichen Zentrum von Lodoss und nördlich des sogenannten “See der Ruhe”. Bekannte Städte sind die Hauptstadt Blade mit ihrem prägenden Palast Akhroyd und Hiruto. Geschichtlich ist Flaim in jeder Hinsicht bedeutend. Durch die große Militärische Präsenz waren sie in fast jedem größeren Krieg dabei und haben beispielsweise auch im Heldenkrieg zusammen mit Valis gegen Marmo gekämpft. Als aufgrund der Kriegswirren immer mehr Menschen in Flaim Zuflucht suchten, bekamen sie ein Versorgungsproblem. Kashew musste die Westlichen Ebenen beackern. Da dies dem Drachen Shooting Star vom Feuerdrachenberg nicht gefiel zerstörte er die komplette Siedlung. Er konnte nur in einem schweren Kampf mit den drei Mythril-Lanzen besiegt werden.
Kanon
Kanon ist eine Nation an der südlichen Küsten von Lodoss. Größere Städte sind beispielsweise Adan, der Hafen Rude und die Hauptstadt Kanon. Durch ihre große Nähe zu Marmo war sie das erste Ziel des Eroberungsfeldzuges von Imperator Beld während des Heldenkrieges. Da Herrscher König Kanon auf fast jegliche Militärausbildung verzichtet hatte, konnten sie nicht viel Widerstand entgegensetzen. Kanon wurde einer der wichtigsten Eroberungspunkte von Imperator Beld, da er den Ausgangspunkt darstellte, von dem er das Festland nach und nach attackieren konnte.
Marmo
Marmo ist eine Insel an der südlichen Küste von Lodoss. Hier haben Imperator Beld, Ashram und Vagnard ihren Sitz, welche es sich zum Ziel gemacht haben, Lodoss unter ihre Herrschaft zu bringen. Alle jedoch auf unterschiedliche Art und Weise. Im Inneren von Marmo ruht noch Nars, einer der sechs Urdrachen und hier schläft ebenfalls auch Kardis, mit ihrem Avatar Naneel. Ein geografisches Merkmal ist beispielsweise der östlich gelegene Geisterwald.
Moss
Moss ist eine neutrale Nation an der südwestlichen Küste von Lodoss. Hier sitzt Prinz Jester mit seinen Drachenreitern. In den Heldenkriegen übernahm Moss meist die Späherfunktion. Hier befindet sich auch der Zwergentunnel, den Parn und seine Gefährten durchlaufen, um zum großen Weisen Wort zu gelangen. Ein weiteres Merkmal ist, dass alle größeren Städte mit dem Wort “Drachen” beginnen.
Raiden
Raiden liegt im Nordwesten von Lodoss. Raiden hält sich aus den meisten Machenschaften um Lodoss heraus und bleibt stets neutral. Ihre gute geografische Lage macht sie zu einer wichtigen Handelsnation. Die vielen Söldner, die sich in der Stadt befinden, werden so meist als Schutzbegleiter angeheuert.
Valis
Valis ist bekannt als die heilige Stadt von Lodoss. Sie ist der Sitz von König Fawn und der Heiligen Rittergarde von Valis. Die Hauptstadt ist Falis (Herkunftsname von der Göttin Falis). Es ist bekannt, dass Valis die furchtlosesten und stärksten Ritter hat.

## Einflüsse
Die Inhalte der Serie basieren im Wesentlichen auf der westlichen Fantasy-Literatur und deren Interpretation der europäischen Mythologien. Im Gegensatz zu vielen anderen japanischen Serien, wie Oh My Goddess, findet bei Record of Lodoss War untypischerweise aber keine Interpretation dieser westlichen Elemente aus japanischer Perspektive statt.

## Veröffentlichungen

### Romane
Es erschienen die folgenden Romane zu Record of Lodoss War:
- 1988 The Record of Lodoss War The Grey Witch (灰色の魔女 Haiiro no Majo)
- 1989 The Record of Lodoss War 2 The Demon of Flame (炎の魔神 Honō no Majin)
- 1990 The Record of Lodoss War 3 The Demon Dragon of Fire Dragon Mountain Part 1 (火竜山の魔竜 Karyū-san no Maryū)
- 1990 The Record of Lodoss War 4 The Demon Dragon of Fire Dragon Mountain Part 2 (火竜山の魔竜 Karyū-san no Maryū)
- 1991 The Record of Lodoss War 5 The Holy War of the Kings (王たちの聖戦 O-tachi no Seisen)
- 1991 The Record of Lodoss War 6 The Knight of Lodoss Part 1 (ロードスの聖騎士 Rodoss no Kishi)
- 1993 The Record of Lodoss War 7 The Knight of Lodoss Part 2 (ロードスの聖騎士 Rodoss no Kishi)
- 1995 The Forest of the High Elves A Diedlit Story (ハイエルフの森 ディードリット物語 Hai-Elufu no Mori Diidoritto Story)
- 1995 The Black Knight (黒衣の騎士 Kokui no Kishi)  Diese Geschichte ist das Bindeglied zu den zahlreichen Romanen der Crystania Geschichten

Es erschienen die folgenden Romane zu New Record of Lodoss War, die an die Geschichten von Record of Lodoss War anknüpfen:
- 1998 The New Record of Lodoss War Prologue The Lord of the Dark Isle (暗黒の島の領主 Ankoku no Shima no Ryōshu)
- 1999 The New Record of Lodoss War Prologue The Successor of the Fire (炎を継ぐ者 Honō wo tsugu Mono)
- 1998 The New Record of Lodoss War 1 The Demon Beast of the Dark Forest (闇の森の魔獣 Yami no Mori no Majyu)
- 2001 The New Record of Lodoss War 2 The Rebirth of the Demon Empire (新生の魔帝国 Shinsei no Ma-Teikoku)
- 2001 The New Record of Lodoss War 3 The Evil Dragon with the Black Wings (黒翼の邪竜 Koku-yoku no Jya-Ryu)
- 2004 The New Record of Lodoss War 4 The Demon Ship of Destiny (運命の魔船 Unmei no Ma-sen)
- 2005 The New Record of Lodoss War 5 The Heretical Religion of the Apocalypse Part 1 (終末の邪教 Shuumatsu no Jya-kyō)
- 2006 The New Record of Lodoss War 6 The Heretical Religion of the Apocalypse Part 2 (終末の邪教 Shuumatsu no Jya-kyō)

Es erschienen die folgenden Romane zu Legend of Lodoss War, in denen es sich um Geschichten einige Jahrzehnte vor Record of Lodoss War handelt:
- 1994 The Legend of Lodoss War The Prince of the Lost Kingdom (亡国の王子 Bōkoku no Oji)
- 1996 The Legend of Lodoss War 2 The Knight of the Skies (天空の騎士 Tenku no Kishi)
- 1997 The Legend of Lodoss War 3 The Glory Hero (栄光の勇者 Eikō no Yuusha)
- 1998 The Legend of Lodoss War 4 The Legendary Hero (伝説の英雄 Densetsu no Eiyuu)
- 2002 The Legend of Lodoss War 5 The Holy Woman of the Supreme God (至高神の聖女 Shikō-sin no Seijyo)
- 1996 The Legend of Lodoss War The Prince of the Sun, The Princess of the Moon (太陽の王子、月の姫 Taiyo no Oji, Tsuki no Hime)
- 2000 The Legend of Lodoss War The Returnee for Eternity (永遠の帰還者 Eien no Kikan-sha)

### Manga
Es erschienen die folgenden Mangas zu Record of Lodoss War:
- 1995 – Die graue Hexe (3 Bände)
- 1996 – Die Chroniken von Flaim (6 Bände)
- 1997 – Yōkoso Lodoss-tō e!, auch Welcome to Lodoss Island! (3 Bände)
- 1998 – Deedlit (2 Bände)
- 1998 – Spirit of Flame (2 Bände)
- 2001 – Lady von Pharis (2 Bände)

### Anime
- 1990 – Record of Lodoss War
- 1995 – Legend of Crystania – Der Film
- 1996 – Legend of Crystania
- 1998 – Yōkoso Lodoss-tō e!, auch Welcome to Lodoss Island!
- 1998 – Chronicles of the Heroic Knight

### Videospiele
Für das SNES erschien das Spiel Record of Lodoss War (Lodoss Tō Senki), später Lodoss War für den Game Boy Color.
Für das SegaCD erschien 1994 das gleichnamige RPG Record of Lodoss War, welches auf der Version für den TurboGrafx basiert.
Ebenfalls wurde 2000 für Dreamcast ein Spiel mit denselben Titel veröffentlicht. Dieses erschien auch in Deutschland.